# Olive Loughnane
Olive Loughnane (14 gennaio 1976) è un'ex marciatrice irlandese.

## Palmarès
| Anno | Manifestazione  | Sede       | Evento       | Risultato | Prestazione | Note                                     |
| ---- | --------------- | ---------- | ------------ | --------- | ----------- | ---------------------------------------- |
| 2000 | Giochi olimpici | Sydney     | Marcia 20 km | 35ª       | 1h38'23"    |                                          |
| 2001 | Mondiali        | Edmonton   | Marcia 20 km | 13ª       | 1h35'24"    |                                          |
| 2002 | Europei         | Monaco     | Marcia 20 km | 13ª       | 1h33'08"    |                                          |
| 2003 | Mondiali        | Parigi     | Marcia 20 km | 12ª       | 1h30'53"    |                                          |
| 2004 | Giochi olimpici | Atene      | Marcia 20 km | dnf       | dnf         |                                          |
| 2005 | Mondiali        | Helsinki   | Marcia 20 km | dq        | dq          |                                          |
| 2007 | Mondiali        | Osaka      | Marcia 20 km | 17ª       | 1h36'00"    |                                          |
| 2008 | Giochi olimpici | Pechino    | Marcia 20 km | 7ª        | 1h27'45"    |                                          |
| 2009 | Mondiali        | Berlino    | Marcia 20 km | Oro       | 1h28'58"    | Miglior prestazione personale stagionale |
| 2010 | Europei         | Barcellona | Marcia 20 km | dnf       | dnf         |                                          |
| 2011 | Mondiali        | Taegu      | Marcia 20 km | 13ª       | 1h34'02"    |                                          |
| 2012 | Giochi olimpici | Londra     | Marcia 20 km | 10ª       | 1h29'39"    |                                          |